# 渕東なぎさ
渕東 なぎさ（えんどう なぎさ）は、アルピコ交通上高地線（通称・松本電鉄）のイメージキャラクター（女性）である。同路線の新村駅に勤務している設定で、同社の制服を着用している。上高地線の全国的な知名度向上、利用者増を目指して2012年3月に登場した。なお、長野県内外の各鉄道会社の鉄道むすめとコラボする機会が多く混同されやすいが、同シリーズ及びトミーテックとは一切関係のない、自社考案のオリジナルキャラクターである。(鉄道むすめキャラクター紹介ページに記載がないのは同様の理由による)また、アルピコ交通の商標登録「第5582687号」である。

## 概要
2012年3月20日に新村駅構内にて開催された「第5回 上高地線ふるさと鉄道まつり」に合わせて、列車のヘッドマークでお披露目された。アルピコ交通の女性社員がデザインしたキャラクターで名前は上高地線の渕東駅と渚駅に由来する。9月7日、渚駅に渕東なぎさをデザインした駅名板が設置され、本格的にPR活動を開始した。11月23日、上高地線で毎年運行されているイベント列車「上高地線ワイン列車」で松本産ぶどうを100％使用した「渕東なぎさオリジナルラベルのワイン」が用意され、完売した。
2013年3月20日、松本電鉄3000形（元京王帝都電鉄3000系）3005編成に渕東なぎさをラッピングした「なぎさTRAIN」の運行を開始した。

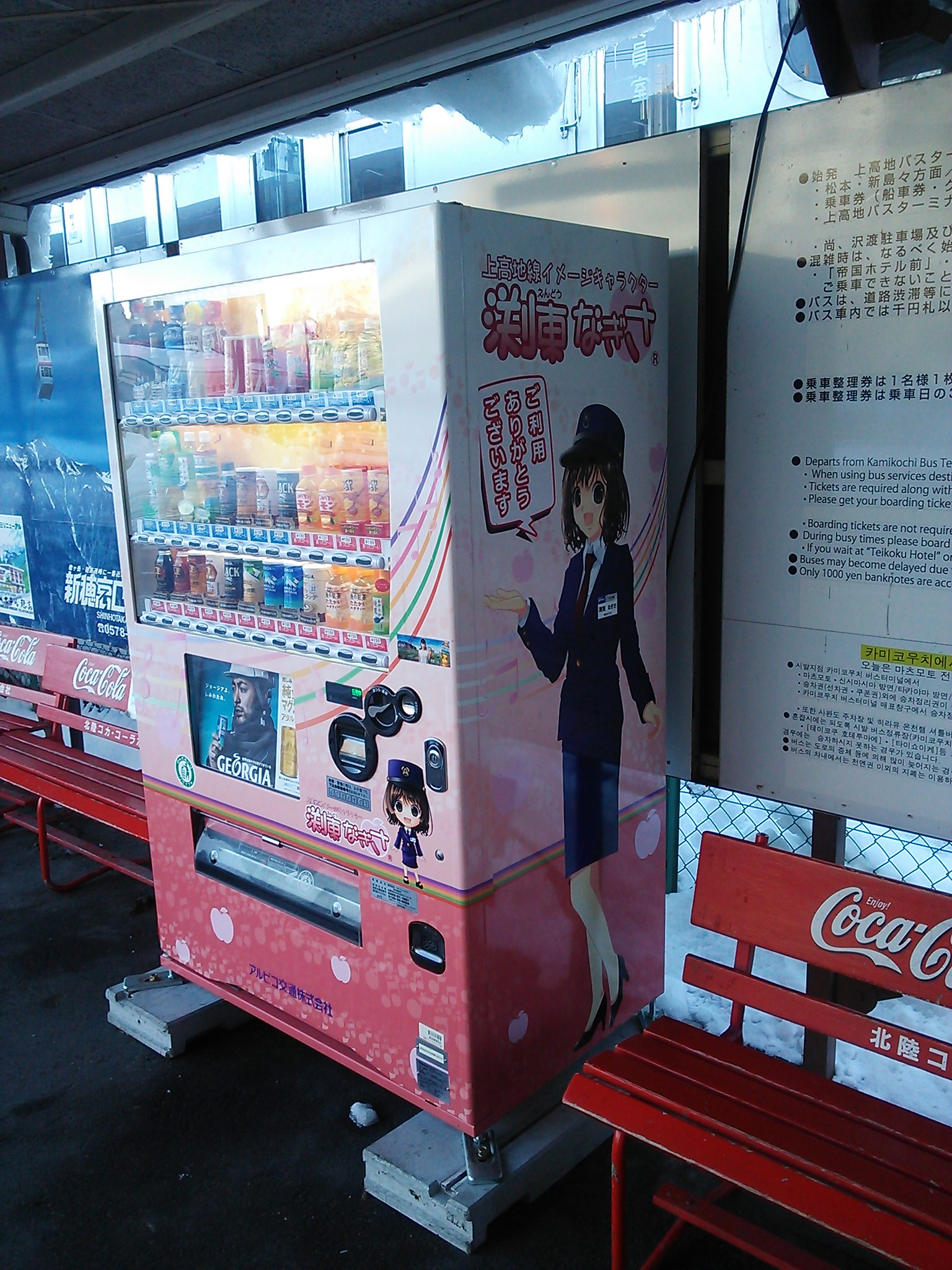
渕東なぎさデザインがデザインされた飲料自販機（新島々駅）
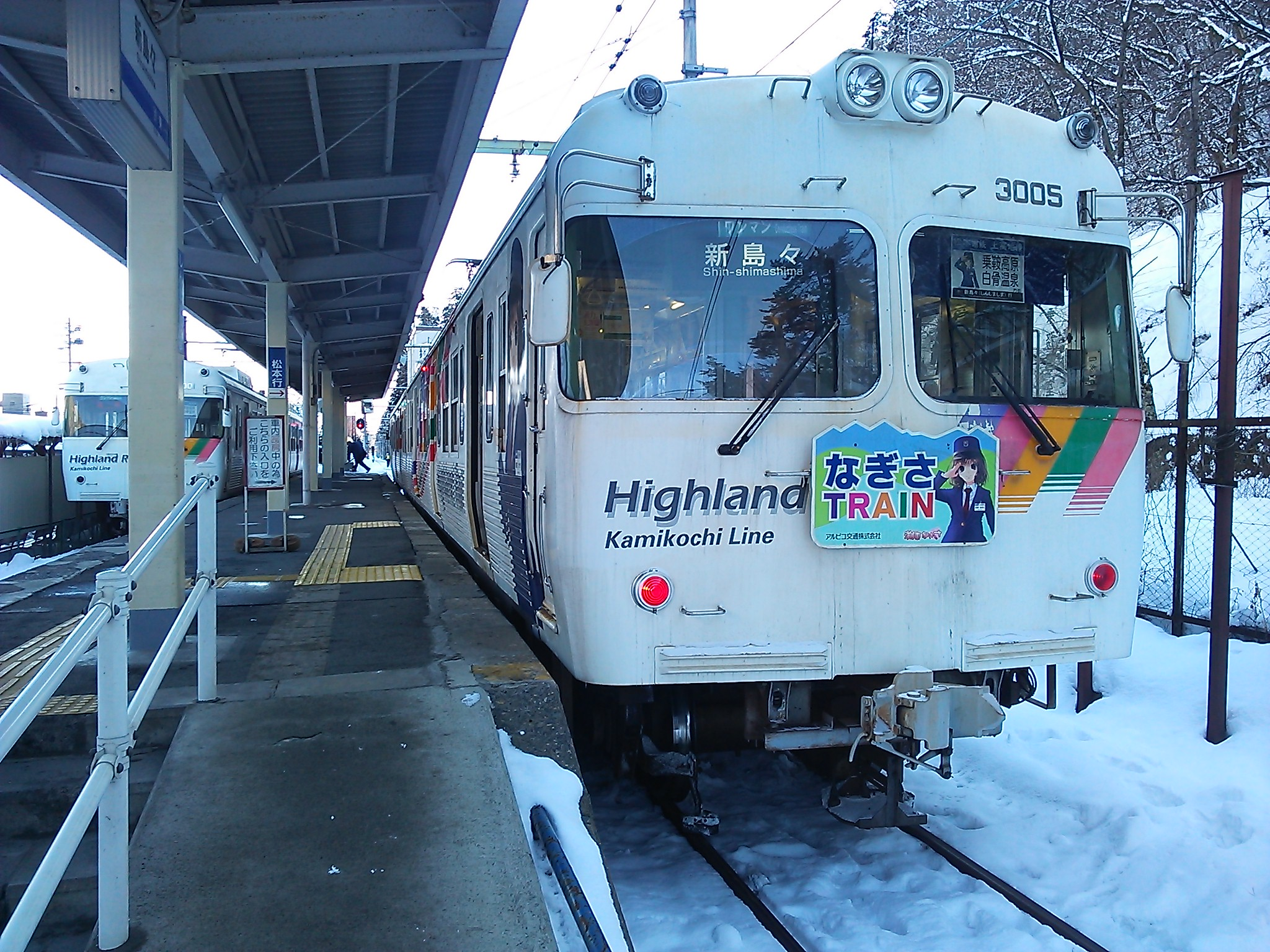
なぎさTRAINの前面にはヘッドマークが取り付けられている
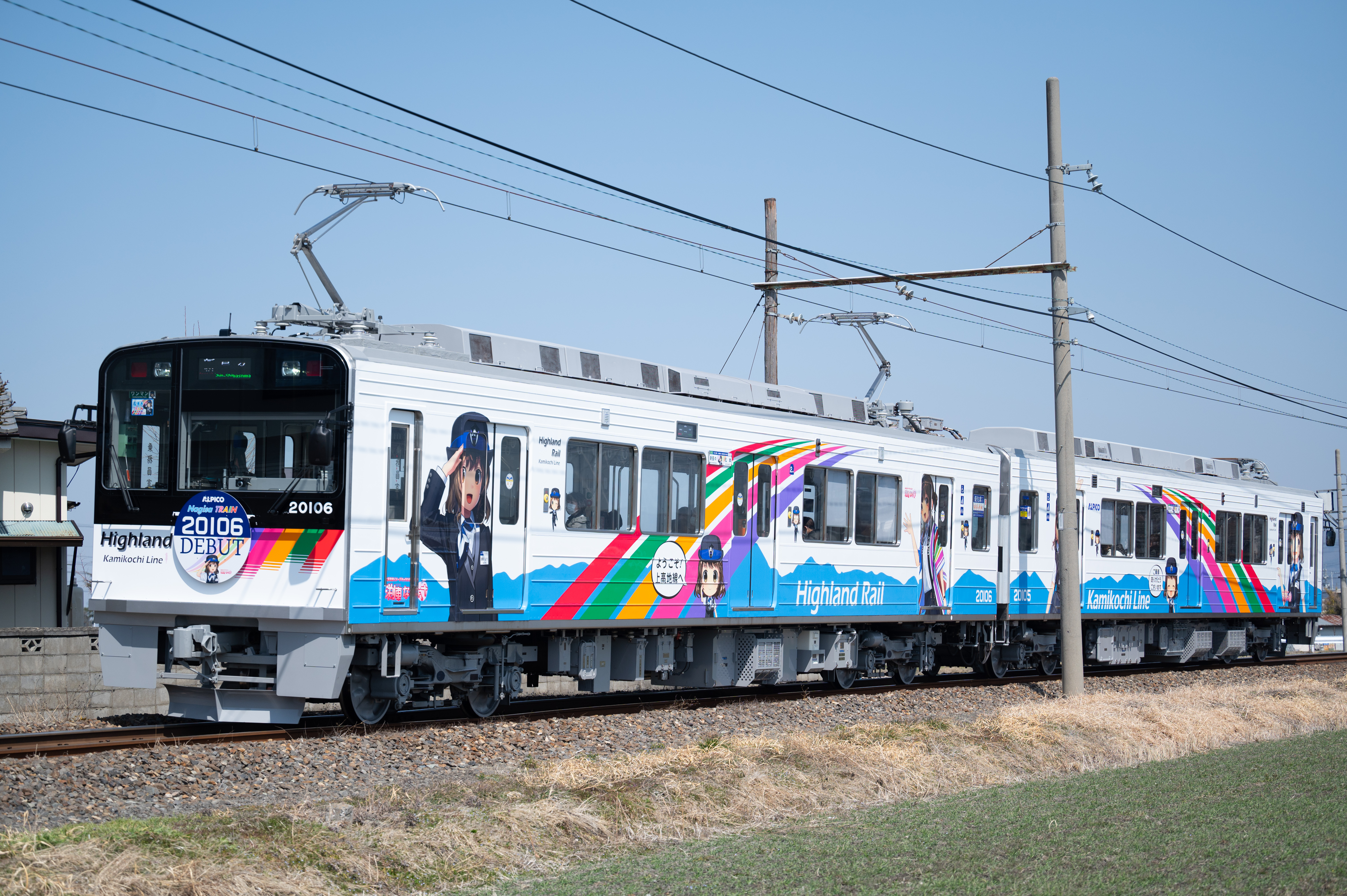
2代目なぎさTRAIN

2013年10月3日、渕東なぎさ役の声優が長野市出身の新田恵海に決定。10月19日には「渕東なぎさ キャラクターボイスCD」が発売された。2014年5月11日、イベント列車「渕東なぎさボイストレイン」が運行され、新田が車内アナウンスなどを行った。
2015年、信濃毎日新聞が実施した「長野県ご当地キャラ総選挙2015」企業キャラクター編で第10位になった。
2024年3月16日、車両老朽化のため同年限りで退役する「初代なぎさTRAIN」の後継車となる「2代目なぎさTRAIN」が運用を開始した。20100形（元東武鉄道20000系）の第3編成を使用し、費用の一部はクラウドファンディングで集めた。初代よりも側面の「渕東なぎさ」のイラストが増えている。これに伴い初代なぎさTRAINは11月17日をもって退役している。

## プロフィール
出典
- 名前：渕東 なぎさ（えんどう なぎさ）
- 身長：152cm
- 年齢：19歳
- 好きな食べ物：りんご、スイカ、ワッフル
- 趣味：ショッピング、お菓子作り、旅行

## 関連グッズ
上高地線りんごクッキー、ミニフィギュア、渕東なぎさキャラクターボイスCD（記念乗車券付）、電車型貯金箱やキーホルダーなど多数の関連グッズが発売された。グッズは上高地線の新村駅、波田駅、新島々駅の窓口や通信販売、鉄道イベント会場などで販売される。

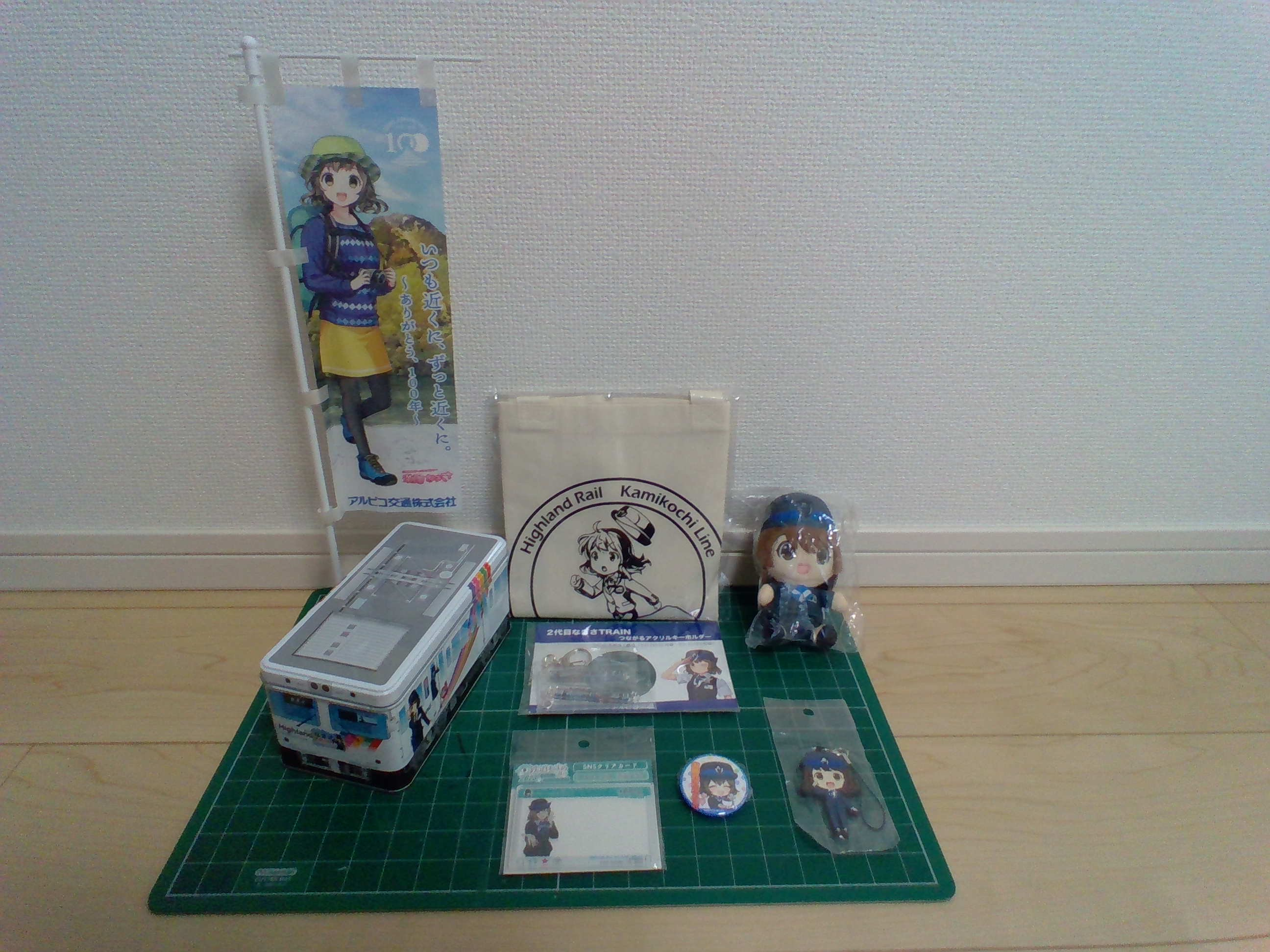
「渕東なぎさ」グッズ一例、キーホルダーやぬいぐるみなど様々なグッズがある。

### コラボ商品
- 北条まどか - 長野県内の私鉄初の企画として、上田電鉄別所線存続支援キャラクターである北条まどかとのコラボ缶バッジ（第1弾）が製作された[21][22]。その後もコラボ缶バッジ（第2弾）[23]やコラボレーションきっぷセット[24]などが発売された。また、「上高地線ふるさと鉄道まつり」にてコラボコーナーが登場した[25][26]。
- 鉄道むすめ - ゲストキャラクターとして登場し、コラボレーション商品が発売された[7]。
- 八木沢まい - 鉄道むすめの登場キャラクターで上田電鉄別所温泉駅駅長という設定。アルピコ交通と上田電鉄のコラボレーションきっぷセット[20][27]などが発売された。

## その他
- 新田が渕東なぎさ役を担当している関係で、高坂穂乃果役で出演した『ラブライブ! μ's Go→Go! LoveLive! 2015 〜Dream Sensation!〜』（「シアワセ行きのSMILING!」）にてアルピコ交通の車掌帽を使用した[28]。
- テレビアニメ『SHIROBAKO』第24話に「なぎさTRAIN」が登場した。